# Europäische Landesmeisterschaften im American Football
Nationale Meisterschaften im American Football werden in Europa seit den frühen achtziger Jahren regelmäßig ausgetragen. Vorreiter waren hier Deutschland und Finnland, wo es seit 1979 nationale Meisterschaften gibt.

## Übersicht der Verbände
| Land                   | Name                      | Ausgetragen seit | Austragungen | Rekordsieger                    | Siege | Amtierender Meister            |
| ---------------------- | ------------------------- | ---------------- | ------------ | ------------------------------- | ----- | ------------------------------ |
| Belgien                | Belgian Bowl              | 1987             | 32           | West-Vlaanderen Tribes          | 8     | Limburg Shotguns (2021)        |
| Dänemark               | Mermaid Bowl              | 1988             | 34           | Copenhagen Towers               | 11    | Copenhagen Towers (2023)       |
| Deutschland            | German Bowl               | 1979             | 43           | Braunschweig Lions              | 12    | Potsdam Royals (2023)          |
| Finnland               | Maple Bowl                | 1979             | 44           | Helsinki Roosters               | 22    | Porvoon Butchers (2023)        |
| Frankreich             | Casque de Diamant         | 1982             | 40           | Flash de La Courneuve           | 12    | Thonon Black Panthers (2023)   |
| Vereinigtes Königreich | BritBowl                  | 1987             | 35           | London Olympians                | 9     | Manchester Titans (2023)       |
| Irland                 | Shamrock Bowl             | 1986             | 35           | Dublin Rebels                   | 10    | Dublin Rebels (2023)           |
| Italien                | Italian Bowl              | 1981             | 42           | Bergamo Lions                   | 12    | Parma Panthers (2023)          |
| Litauen                | LT Cup                    |                  |              |                                 |       | Kaunas Dukes (2023)            |
| Niederlande            | Tulip Bowl                | 1985             | 37           | Amsterdam Crusaders             | 21    | Lightning Leiden (2023)        |
| Norwegen               | Norwegische Meisterschaft | 1986             | 37           | Oslo Vikings                    | 15    | Oslo Vikings (2023)            |
| Österreich             | Austrian Bowl             | 1984             | 38           | Vienna Vikings                  | 15    | Danube Dragons (2023)          |
| Polen                  | Polish Bowl               | 2006             | 18           | Panthers Wrocław, Warsaw Eagles | 4     | Bialystok Lowlanders (2023)    |
| Portugal               | LPFA-Endspiel             | 2010             | 13           | Lisboa Navigators               | 6     | Cascais Crusaders (2023)       |
| Rumänien               | RoBowl                    | 2010             | 13           | Bucharest Rebels                | 6     | Bucharest Rebels (2023)        |
| Schweden               | Superserien               | 1985             | 39           | Stockholm Mean Machines         | 15    | Stockholm Mean Machines (2023) |
| Schweiz                | Swiss Bowl                | 1986             | 37           | Calanda Broncos                 | 12    | Calanda Broncos (2023)         |
| Serbien                | Serbian Bowl              | 2004             | 19           | Beograd Vukovi                  | 11    | Kragujevac Wild Boars (2023)   |
| Slowakei               | Slowakische Meisterschaft | 2010             | 10           | Bratislava Monarchs             | 5     | Nitra Knights (2021)           |
| Spanien                | LNFA-Endspiel             | 1995             | 28           | Badalona Dracs                  | 11    | Las Rozas Black Demons (2023)  |
| Tschechien             | Czech Bowl                | 1994             | 29           | Prague Black Panthers           | 18    | Vysočina Gladiators (2023)     |
| Ukraine                | Super League Final        | 1993             | 26           | Donetsk Varangians              | 14    | Kiev Capitals (2021)           |
| Ungarn                 | Hungarian Bowl            | 2005             | 17           | Budapest Wolves                 | 8     | Budapest Wolves (2023)         |